# Skelde
Skelde (tysk: Schelde) er en by på Broager Land i Sønderjylland med 258 indbyggere  (2025), beliggende 5 km sydøst for Broager og 15 km sydvest for Sønderborg. Byen hører til Sønderborg Kommune og ligger i Region Syddanmark.
Skelde hører til Broager Sogn. Broager Kirke ligger i Broager.

## Historie

### Skelde Skole
I 1703 blev der oprettet skole i Skelde. Den blev nedlagt i 1990 og genopstod som efterskole. Adventure Efterskolen er en Grundtvig-Koldsk skole med stor vægt på sport og fitness.

### 1800-tallet
På det danske kort efter Genforeningen i 1920 ses:
- Møllen sydvest for landsbyen. Den var i drift fra 1867 til 1967, hvor den blev revet ned.
- Skelde Mejeri, der blev etableret i 1886 og lukkede i 1961.
- Kroen fra 1888, senere Skelde Forsamlingsgård, som nu er det private aktivitets- og kulturhus Frøken Jensen. Det har en sal til 120 personer og to krostuer med plads til 45 personer.[4]

### Broagerbanen
Skelde var endestation på Broagerbanen, der i Vester Sottrup grenede fra Sønderborgbanen 1910-32. Stationsbygningen er bevaret på Vandværksvej 6.
Den gamle bane fra Broager til Skelde er nu lavet til cykelsti som støder til Skelde på Stationsvej.
- Skelde Voldsted
- Skelde Langdysse (de)